# 단 한 번뿐인 인생
단 한 번뿐인 인생(You Only Live Once)은 미국에서 제작된 프리츠 랑 감독의 1937년 범죄, 드라마 영화이다. 실비아 시드니, 헨리 폰다가 주연으로 출연하였고 월터 웨인저 등이 제작에 참여하였다.

## 출연

### 주연
- 실비아 시드니
- 헨리 폰다

### 조연
- 바턴 매클레인
- 진 딕슨
- 윌리엄 가갠
- 제롬 코원
- 찰스 칙 세일
- 마거릿 해밀턴
- 워런 하이머
- 귄 '빅 보이' 윌리엄스